# 마리사 구터먼
마리사 구터먼(Marisa Guterman, 1988년 8월 8일 ~ )은 미국의 배우, 싱어송라이터, 작곡가, 텔레비전 배우, 영화배우이다.
로스앤젤레스에서 태어났다.

## 영화
- 슈레더맨 (2007년) - 미리엄 역
- 40살까지 못해본 남자 (2005년)